# Рашвил (Охајо)
Рашвил (енгл. Rushville) град је у америчкој савезној држави Охајо.

## Демографија
По попису из 2010. године број становника је 302, што је 34 (12,7%) становника више него 2000. године.
| Група             | 2000.       | 2010.       |
| Белци             | 260 (97,0%) | 290 (96,0%) |
| Афроамериканци    | 0 (0,0%)    | 0 (0,0%)    |
| Азијати           | 0 (0,0%)    | 2 (0,7%)    |
| Хиспаноамериканци | 0 (0,0%)    | 0 (0,0%)    |
| Укупно            | 268         | 302         |